# Antonov A-13
Antonov A-13 là một loại tàu lượn thể thao của Liên Xô trong thập niên 1950, 1960.

## Biến thể
- A-13:
- A-13M:
- An-13:

## Tính năng kỹ chiến thuật (Antonov A-13)
Dữ liệu lấy từ The World's Sailplanes:Die Segelflugzeuge der Welt:Les Planeurs du Monde Volume II
Đặc tính tổng quan
- Kíp lái: 1
- Chiều dài: 6 m (19 ft 8 in)
- Sải cánh: 12,1 m (39 ft 8 in)
- Chiều cao: 1,2 m (3 ft 11 in)
- Diện tích cánh: 10,44 m2 (112,4 foot vuông)
- Tỉ số mặt cắt: 13,8
- Kết cấu dạng cánh: TsAGI R-32-15[note 1]
- Trọng lượng rỗng: 254 kg (560 lb)
- Trọng lượng có tải: 360 kg (794 lb)

Hiệu suất bay
- Vận tốc tắt ngưỡng: 70 km/h (43 mph; 38 kn)
- Tốc độ không vượt quá: 350 km/h (217 mph; 189 kn)
- Rough air speed max: 350 km/h (217,5 mph; 189,0 kn)
- Aerotow speed: 200 km/h (124,3 mph; 108,0 kn)
- Winch launch speed: 120 km/h (74,6 mph; 64,8 kn)
- Số G giới hạn: +8,66 -3,9 ở vận tốc 300 km/h (186,4 mph; 162,0 kn)
- Hệ số bay lướt dài cực đại: 25 ở vận tốc 112 km/h (69,6 mph; 60,5 kn)
- Vận tốc xuống: 1,14 m/s (224 ft/min) ở vận tốc 97 km/h (60,3 mph; 52,4 kn)
- Tải trên cánh: 34,5 kg/m2 (7,1 lb/foot vuông)